# Brazilský proud

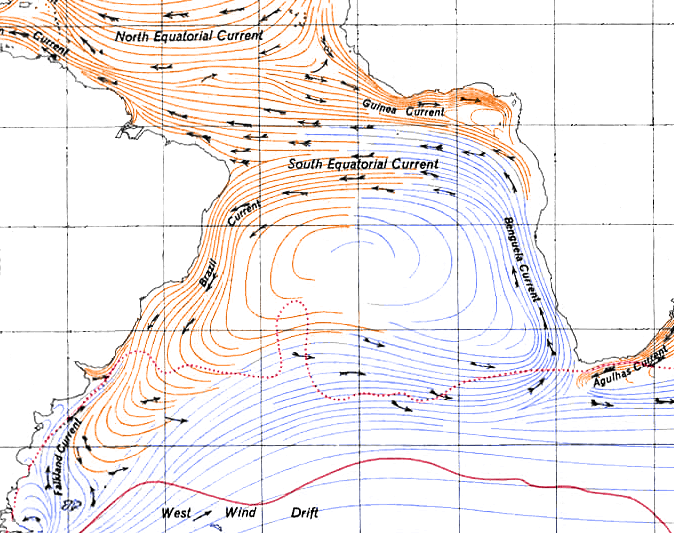
Stáčení Jižního rovníkového proudu do Brazilského proudu a následně do Jihoatlantského spojovacího proudu

Brazilský proud (anglicky Brazil Current) je teplý oceánský proud který se odděluje z Jižního rovníkového proudu a teče podél brazilského pobřeží jižním směrem asi od 9° po 38° jižní zeměpisné šířky. Je poměrně slabý a jen povrchový, je omezený na vodní sloupec o hloubce cca 100 až 200 m; na živiny je chudý. Přepravuje za sekundu asi 10 000 000 m³  vody která mívá průměrnou salinitu 36 ‰ a její teplota směrem k jihu klesá z 27 na 19 °C.

## Průběh
Jeho počátek je kladen k nejvýchodnějšímu místu jihoamerického kontinentu, k mysu sv. Rocha (anglicky Cape São Roque), kde se přitékající Jižní rovníkový proud dělí na dvě větve. Jedna směřuje severozápadním směrem kolem Guyan, Surinamu a Venezuely do Karibského moře. Druhá větev, Brazilský proud, se stáčí jižním směrem. Teče podél brazilského poběží, v místech s dlouhým kontinentálním šelfem se od něho vzdaluje. Přibližně u rozlehlého ústí toku Río de la Plata se setkává s protisměrným studeným Falklandským proudem. Brazilský proud se v tom místě štěpí do dvou větví, ta menší se otáčí k severu a vytváří recirkulaci, druhá pokračuje k jihu a spojuje se s Falklandským proudem. Přibližně na 40° jižní šířky se Brazilský i Falklandský proud spojují, stáčejí se k východu a pokračují jako Jihoatlantský spojovací proud který ústí u jihu Afriky do Benguelského proudu. 

## Význam
Přibližně ve dvanáctiměsíčním intervalu soutok Brazilského a Falklandského proudu osciluje od 45° po 54° jižní šířky a dochází tak k silnému ovlivňování subarktické oblastí. Tyto změny mají na svědomí vznik tlakových výší a níží jakož i teplých a studených front které jsou také dávány do souvislosti s výskytem El Niño a jižní oscilace a podstatně ovlivňují počasí v jižním Atlantiku.